# Polsk riksdag

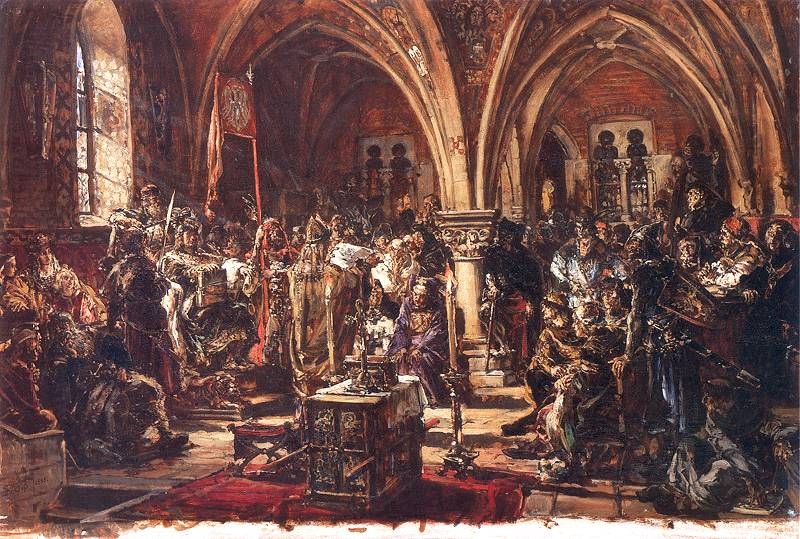
Den första sejmen, 1182 (hållen i Łęczyca), av Jan Matejko.

Polsk riksdag brukar betecknas som ett stormigt möte utan resultat, som i överförd bemärkelse kan avse oreda eller kaos i allmänhet. 
Uttrycket härstammar från de historiska polska riksdagarna (sejmerna), där varje adelsman hade absolut veto (polskt veto eller liberum veto). För att ett beslut skulle vinna laga kraft krävdes absolut enighet, vilket endast med svårighet kunde uppnås. 